# Đô thị tại Tây Nguyên
Đô thị tại Tây Nguyên là những đô thị Việt Nam tại khu vực Tây Nguyên, được các cơ quan nhà nước ở Việt Nam có thẩm quyền ra quyết định thành lập. Hiện tại Tây Nguyên không có thành phố trực thuộc trung ương nào mà chỉ có 5 tỉnh. Trong đó có bốn loại đô thị với tổng số là 59 đô thị, gồm: 3 đô thị loại I, 2 đô thị loại III, 11 đô thị loại IV, 43 đô thị loại V.
Hiện Tây Nguyên gồm 6 thành phố, 3 thị xã và 50 thị trấn.

## Các đô thị
| STT           | Tên đô thị              | Loại đô thị  | Diện tích (km²) | Dân số (người) | Mật độ dân số (người/km²) | Vai trò | Số phường    | Số xã        | Số thị trấn  | Hình ảnh     |
| Tỉnh Đắk Lắk  | Tỉnh Đắk Lắk            | Tỉnh Đắk Lắk | Tỉnh Đắk Lắk    | Tỉnh Đắk Lắk   | Tỉnh Đắk Lắk              | Tỉnh Đắk Lắk                                                                                               | Tỉnh Đắk Lắk | Tỉnh Đắk Lắk | Tỉnh Đắk Lắk | Tỉnh Đắk Lắk |
| ------------- | ----------------------- | ------------ | --------------- | -------------- | ------------------------- | --- | ------------ | ------------ | ------------ | ------------ |
| 1             | Thành phố Buôn Ma Thuột | Loại I       | 377,18          | 502.170        | 1.331                     | Trung tâm chính trị, kinh tế, văn hóa và xã hội quan trọng nhất của tỉnh Đắk Lắk và khu vực Tây Nguyên.    | 13           | 8            |              |              |
| 2             | Thị xã Buôn Hồ          | Loại IV      | 282,06          | 127.920        | 454                       | Trung tâm kinh tế, văn hóa và xã hội của tỉnh Đắk Lắk.                                                     | 7            | 5            |              |              |
| 3             | Thị trấn Quảng Phú      | Loại V       | 9,73            | 18.000         | 1.668                     | Trung tâm chính trị, kinh tế, văn hóa và xã hội của huyện Cư M'gar.                                        |              |              | 1            |              |
| 4             | Thị trấn Ea Pốk         | Loại V       | 39,72           | 13.425         | 338                       | Trung tâm kinh tế, văn hóa và xã hội của huyện Cư M'gar                                                    |              |              | 1            |              |
| 5             | Thị trấn Ea Drăng       | Loại IV      | 16,88           | 20.600         | 1.220                     | Trung tâm chính trị, kinh tế, văn hóa và xã hội của huyện Ea H'leo                                         |              |              | 1            |              |
| 6             | Thị trấn Ea Kar         | Loại IV      | 24,44           | 23.386         | 548                       | Trung tâm chính trị, kinh tế, văn hóa và xã hội của huyện Ea Kar,quy hoạch thị xã vào năm 2025             |              |              | 1            |              |
| 7             | Thị trấn Ea Knốp        | Loại V       | 28,34           | 11.841         | 391                       | Trung tâm kinh tế, văn hóa và xã hội của huyện Ea Kar                                                      |              |              | 1            |              |
| 8             | Thị trấn Ea Súp         | Loại V       | 13,5            | 7.484          | 554                       | Trung tâm chính trị, kinh tế, văn hóa và xã hội của huyện Ea Súp                                           |              |              | 1            |              |
| 9             | Thị trấn Buôn Trấp      | Loại V       | 30,45           | 23.863         | 783                       | Trung tâm chính trị, kinh tế, văn hóa và xã hội của huyện Krông Ana                                        |              |              | 1            |              |
| 10            | Thị trấn Krông Kmar     | Loại V       | 5,3             | 5.700          | 1.075                     | Trung tâm chính trị, kinh tế, văn hoá và xã hội của huyện Krông Bông                                       |              |              | 1            |              |
| 11            | Thị trấn Krông Năng     | Loại V       | 24,83           | 10.367         | 418                       | Trung tâm chính trị, kinh tế, văn hoá và xã hội của huyện Krông Năng                                       |              |              | 1            |              |
| 12            | Thị trấn Phước An       | Loại IV      | 40,82           | 38.907         | 1463                      | Trung tâm chính trị, kinh tế, văn hoá và xã hội của huyện Krông Pắk,quy hoạch thị xã vào năm 2025          |              |              | 1            |              |
| 13            | Thị trấn Liên Sơn       | Loại V       | 12,54           | 5.425          | 433                       | Trung tâm chính trị, kinh tế, văn hoá và xã hội của huyện Lắk.                                             |              |              | 1            |              |
| 14            | Thị trấn M'Drắk         | Loại V       | 6,09            | 4.695          | 771                       | Trung tâm chính trị, kinh tế, văn hoá và xã hội của huyện M'Drắk                                           |              |              | 1            |              |
| Tỉnh Đắk Nông |                         |              |                 |                |                           | |              |              |              |              |
| 1             | Thành phố Gia Nghĩa     | Loại III     | 284,11          | 85.082         | 299                       | Trung tâm chính trị, kinh tế, văn hoá và xã hội quan trọng nhất của tỉnh Đắk Nông                          | 6            | 2            |              |              |
| 2             | Thị trấn Ea T'ling      | Loại IV      | 21,69           | 20.018         | 923                       | Trung tâm chính trị, kinh tế, văn hóa và xã hội của huyện Cư Jút                                           |              |              | 1            |              |
| 3             | Thị trấn Đắk Mil        | Loại IV      | 5               | 11.752         | 2.350                     | Trung tâm chính trị, kinh tế, văn hoá và xã hội của huyện Đắk Mil                                          |              |              | 1            |              |
| 4             | Thị trấn Kiến Đức       | Loại IV      | 15,6            | 11.580         | 742                       | Trung tâm chính trị, kinh tế, văn hoá và xã hội của huyện Đắk R'lấp                                        |              |              | 1            |              |
| 5             | Thị trấn Đức An         | Loại V       | 12,93           | 5.791          | 448                       | Trung tâm chính trị, kinh tế, văn hoá và xã hội của huyện Đắk Song                                         |              |              | 1            |              |
| 6             | Thị trấn Đắk Mâm        | Loại V       | 25,82           | 7.226          | 280                       | Trung tâm chính trị, kinh tế, văn hoá và xã hội của huyện Krông Nô                                         |              |              | 1            |              |
| Tỉnh Gia Lai  |                         |              |                 |                |                           | |              |              |              |              |
| 1             | Thành phố Pleiku        | Loại I       | 260,77          | 504.984        | 1.937                     | Trung tâm chính trị, kinh tế, văn hoá và xã hội quan trọng nhất của tỉnh Gia Lai và khu vực bắc Tây Nguyên | 14           | 8            |              |              |
| 2             | Thị xã An Khê           | Loại IV      | 200,07          | 81.600         | 408                       | Trung tâm kinh tế, văn hoá và xã hội của tỉnh Gia Lai                                                      | 6            | 5            |              |              |
| 3             | Thị xã Ayun Pa          | Loại IV      | 287             | 53.720         | 187                       | Trung tâm kinh tế, văn hoá và xã hội của tỉnh Gia Lai                                                      | 4            | 4            |              |              |
| 4             | Thị trấn Chư Sê         | Loại IV      | 28,13           | 40.080         | 1.424                     | Trung tâm chính trị, kinh tế, văn hoá và xã hội của huyện Chư Sê và tỉnh Gia Lai                           |              |              | 1            |              |
| 5             | Thị trấn Ia Kha         | Loại V       | 11,95           | 10.968         | 918                       | Trung tâm chính trị, kinh tế, văn hoá và xã hội của huyện Ia Grai                                          |              |              | 1            |              |
| 6             | Thị trấn Phú Hoà        | Loại V       | 26              | 8.312          | 320                       | Trung tâm chính trị, kinh tế, văn hoá và xã hội của huyện Chư Păh                                          |              |              | 1            |              |
| 7             | Thị trấn Ia Ly          | Loại V       | 48,45           | 6.350          | 131                       | Trung tâm kinh tế, văn hoá và xã hội của huyện Chư Păh                                                     |              |              | 1            |              |
| 8             | Thị trấn Chư Prông      | Loại V       | 20,15           | 8.061          | 400                       | Trung tâm chính trị, kinh tế, văn hoá và xã hội của huyện Chư Prông                                        |              |              | 1            |              |
| 9             | Thị trấn Nhơn Hoà       | Loại V       | 21              | 10.500         | 500                       | Trung tâm chính trị, kinh tế, văn hoá và xã hội của huyện Chư Pưh                                          |              |              | 1            |              |
| 10            | Thị trấn Đak Đoa        | Loại V       | 21,21           | 14.945         | 704,5                     | Trung tâm chính trị, kinh tế, văn hoá và xã hội của huyện Đak Đoa                                          |              |              | 1            |              |
| 11            | Thị trấn Đak Pơ         | Loại V       | 21,78           | 4.620          | 212                       | Trung tâm chính trị, kinh tế, văn hoá và xã hội của huyện Đak Pơ                                           |              |              | 1            |              |
| 12            | Thị trấn Chư Ty         | Loại V       | 15,39           | 5.070          | 329                       | Trung tâm chính trị, kinh tế, văn hoá và xã hội của huyện Đức Cơ                                           |              |              | 1            |              |
| 13            | Thị trấn Kbang          | Loại V       | 20,87           | 13.150         | 647                       | Trung tâm chính trị, kinh tế, văn hoá và xã hội của huyện Kbang                                            |              |              | 1            |              |
| 14            | Thị trấn Kông Chro      | Loại V       | 25,6            | 9.014          | 352                       | Trung tâm chính trị, kinh tế, văn hoá và xã hội của huyện Kông Chro                                        |              |              | 1            |              |
| 15            | Thị trấn Phú Túc        | Loại V       | 20,57           | 12.000         | 600                       | Trung tâm chính trị, kinh tế, văn hoá và xã hội của huyện Krông Pa                                         |              |              | 1            |              |
| 16            | Thị trấn Phú Thiện      | Loại V       | 15,51           | 34.980         | 2.256                     | Trung tâm chính trị, kinh tế, văn hoá và xã hội của huyện Phú Thiện                                        |              |              | 1            |              |
| Tỉnh Kon Tum  |                         |              |                 |                |                           | |              |              |              |              |
| 1             | Thành phố Kon Tum       | Loại III     | 432,98          | 172.712        | 371                       | Trung tâm chính trị, kinh tế, văn hoá và xã hội quan trọng nhất của tỉnh Kon Tum                           | 10           | 11           |              |              |
| 2             | Thị trấn Plei Kần       | Loại IV      | 25,1            | 15.500         | 618                       | Trung tâm chính trị, kinh tế, văn hoá và xã hội của huyện Ngọc Hồi                                         |              |              | 1            |              |
| 3             | Thị trấn Đắk Glei       | Loại V       | 87,5            | 4.005          | 46                        | Trung tâm chính trị, kinh tế, văn hoá và xã hội của huyện Đắk Glei                                         |              |              | 1            |              |
| 4             | Thị trấn Đắk Hà         | Loại V       | 15,18           | 16.141         | 1.064                     | Trung tâm chính trị, kinh tế, văn hoá và xã hội của huyện Đắk Hà                                           |              |              | 1            |              |
| 5             | Thị trấn Đắk Tô         | Loại V       | 39,94           | 10.869         | 272                       | Trung tâm chính trị, kinh tế, văn hoá và xã hội của huyện Đăk Tô                                           |              |              | 1            |              |
| 6             | Thị trấn Măng Đen       | Loại V       | 148,07          | 6.913          | 47                        | Trung tâm chính trị, kinh tế, văn hoá và xã hội của huyện Kon Plông                                        |              |              | 1            |              |
| 7             | Thị trấn Đắk Rve        | Loại V       | 1,36            | 17.967         | 13.211                    | Trung tâm chính trị, kinh tế, văn hoá và xã hội của huyện Kon Rẫy                                          |              |              | 1            |              |
| 8             | Thị trấn Sa Thầy        | Loại V       | 14,73           | 7.346          | 499                       | Trung tâm chính trị, kinh tế, văn hoá và xã hội của huyện Sa Thầy                                          |              |              | 1            |              |
| Tỉnh Lâm Đồng |                         |              |                 |                |                           | |              |              |              |              |
| 1             | Thành phố Đà Lạt        | Loại I       | 394,64          | 406.105        | 1.029                     | Trung tâm chính trị, kinh tế, văn hoá và xã hội quan trọng nhất của tỉnh Lâm Đồng và khu vực Tây Nguyên    | 12           | 4            |              |              |
| 2             | Thành phố Bảo Lộc       | Loại III     | 235,3           | 170.920        | 727                       | Trung tâm kinh tế, văn hoá và xã hội của tỉnh Lâm Đồng                                                     | 6            | 5            |              |              |
| 3             | Thị trấn Lộc Thắng      | Loại V       | 81,65           | 12.622         | 155                       | Trung tâm chính trị, kinh tế, văn hoá và xã hội của huyện Bảo Lâm                                          |              |              | 1            |              |
| 4             | Thị trấn Cát Tiên       | Loại V       | 20,25           | 11.319         | 559                       | Trung tâm chính trị, kinh tế, văn hoá và xã hội của huyện Cát Tiên                                         |              |              | 1            |              |
| 5             | Thị trấn Phước Cát      | Loại V       | 16,97           | 7.204          | 425                       | Trung tâm kinh tế, văn hoá và xã hội của huyện Cát Tiên                                                    |              |              | 1            |              |
| 6             | Thị trấn Di Linh        | Loại V       | 24,65           | 27.645         | 1.122                     | Trung tâm chính trị, kinh tế, văn hoá và xã hội của huyện Di Linh                                          |              |              | 1            |              |
| 7             | Thị trấn Ma Đa Guôi     | Loại V       | 25,42           | 28.879         | 1.136                     | Trung tâm chính trị, kinh tế, văn hoá và xã hội của huyện Đạ Huoai                                         |              |              | 1            |              |
| 8             | Thị trấn Đạ M'ri        | Loại V       | 126,46          | 5.708          | 45                        | Trung tâm kinh tế, văn hoá và xã hội của huyện Đạ Huoai                                                    |              |              | 1            |              |
| 9             | Thị trấn Đạ Tẻh         | Loại V       | 25,13           | 15.390         | 612                       | Trung tâm chính trị, kinh tế, văn hoá và xã hội của huyện Đạ Tẻh                                           |              |              | 1            |              |
| 10            | Thị trấn Thạnh Mỹ       | Loại V       | 21,34           | 9.142          | 429                       | Trung tâm chính trị, kinh tế, văn hoá và xã hội của huyện Đơn Dương                                        |              |              | 1            |              |
| 11            | Thị trấn D'ran          | Loại V       | 133,3           | 15.527         | 117                       | Trung tâm kinh tế, văn hoá và xã hội của huyện Đơn Dương                                                   |              |              | 1            |              |
| 12            | Thị trấn Liên Nghĩa     | Loại IV      | 37,88           | 62.784         | 1.679                     | Trung tâm chính trị, kinh tế, văn hoá và xã hội của huyện Đức Trọng                                        |              |              | 1            |              |
| 13            | Thị trấn Lạc Dương      | Loại V       | 70,61           | 10.791         | 153                       | Trung tâm chính trị, kinh tế, văn hoá và xã hội của huyện Lạc Dương                                        |              |              | 1            |              |
| 14            | Thị trấn Đinh Văn       | Loại V       | 35,47           | 16.036         | 432                       | Trung tâm chính trị, kinh tế, văn hoá và xã hội của huyện Lâm Hà                                           |              |              | 1            |              |
| 15            | Thị trấn Nam Ban        | Loại V       | 20,89           | 10.912         | 522                       | Trung tâm kinh tế, văn hoá và xã hội của huyện Lâm Hà                                                      |              |              | 1            |              |
| Tổng          | 59                      |              |                 |                |                           | | 78           | 52           | 50           |              |